# Den flyvende Cirkus
Den flyvende Cirkus er en dansk stum dramafilm fra 1912 produceret af Det Skandinavisk-Russiske Handelshus ("SRH") og instrueret instrueret af Alfred Lind, der også skrev filmens manuskript sammen med Carl Dumreicher. Filmen er en af SRH's mange "sensationsfilm", der bl.a. indeholder en række halsbrækkende stunts, og er ellers et kærlighedsdrama mellem en borgmesterdatter og en omrejsende cirkusartist. Filmens socialt problematiserede kærlighedshistorie træder i baggrunden, men løses også, i kraft af de spændingsbaserede scener i et brændende hus, linegang til et kirketårn (optaget ved Brønshøj Kirkes kirketårn), samt indfangning af en undsluppen kvælerslange.
Filmen havde dansk premiere den 20. marts 1912 i Victoria-Teatret og blev distribueret til USA, Australien og flere europæiske lande. Filmen blev en stor succes og er den bedst sælgende af SRH's film. Filmens kvælerslange blev anvendt aktivt i markedsføringen af filmen i Danmark, idet slangen blev udstillet foran Victoria-Teateret, og Politiken kunne få dage efter premieren berette, at slangen havde knust glasset i buret og var sluppet løs, men at den heldigvis var blevet indfanget af filmens medvirkende, Solodanser Richard Jensen (der belejligt nok er slangens modstander i filmen), der frygtløst var gået løs på slangen, og havde overlevet dens forsøg på at kvæle ham, førend det lykkedes ham at indfange den før den nåede ud på gaden. Om Politikens reportage er helt sandfærdig er næppe helt sikkert.
Filmen blev i 2004 af Det Danske Filminstitut udgivet på DVD sammen med en anden af Alfred Linds film, Bjørnetæmmeren.

## Handling
Et lille omrejsende cirkus slår lejr i en by ved sundet, og det kommer til at have konsekvenser for både gøglerne og byens indbyggere. Slangetæmmersken og linedanseren elsker hinanden, men da sidstnævnte ser borgmesterens datter, slår lynet ned i ham, og han får endda snart anledning til at vinde hendes hjerte: Under en natlig ildebrand i byen redder linedanseren den unge kvinde fra flammehavet, og kærligheden bliver herefter straks gengældt. Borgmesteren er taknemmelig men kan ikke acceptere giftermålet mellem hans datter og den fattige gøgler. Da finder linedanseren på et livsfarligt nummer, der skal indbringe penge nok til at gøre ham bruden værdig.

## Medvirkende
- Lilli Beck, Ulla Kiri Maja, slangetæmmerske
- Richard Jensen, Laurento, linedanser
- Rasmus Ottesen, Borgmester Strøm
- Emilie Otterdahl, Erna, Strøms datter
- Stella Lind	Stuepige hos Strøm